# 五月政变 (塞尔维亚)
五月政变是1903年6月10日至11日发生在塞尔维亚贝尔格莱德王宫刺杀塞尔维亚国王亚历山大一世及王后德拉加的政变，此次事件由塞尔维亚军官德拉古廷·迪米特里耶维奇组织，导致统治塞尔维亚的奥布雷诺维奇王朝绝嗣，王位由彼得一世获得。